# Oscar Fredrik Kreüger
Oscar Fredrik Kreüger, född den 11 april 1824 i Stockholm, död där den 3 oktober 1907, var en svensk sjömilitär. Han var son till Johan Henrik Kreüger.
Kreüger blev sekundlöjtnant vid flottan 1845. Efter anställning i engelsk örlogstjänst 1848–1850 blev han premiärlöjtnant 1853 och kaptenlöjtnant 1858. Kreüger var tillförordnad föreståndare för Navigationsskolan i Stockholm 1855. Han blev major vid skärgårdsartilleriet 1866 och kommendörkapten av andra graden vid flottan 1873. Kreüger var chef för artilleridepartementet vid flottans station i Stockholm 1875–1878 och souschef i marinförvaltningens militäravdelning 1878–1881. Han överflyttades till flottans permanenta reservstat 1875 och befordrades till kommendörkapten av första graden samma år. Kreüger blev riddare av Svärdsorden 1868. Han vilar i sin familjegrav på Galärvarvskyrkogården i Stockholm.